# Johann Severin Vater
Johann Severin Vater, född den 27 maj 1771 i Altenburg, död den 16 mars 1826, var en tysk språkforskare.
Vater blev professor i teologi och österländska språk 1796 i Halle, 1800 i Jena, 1809 i Königsberg och 1820 åter i Halle. Han var grundlig kännare av de semitiska språken och av slaviska språk samt utgav på dessa områden flera språkläror. Genom sitt arbete Über die Sprache der alten Preussen (1820; katekesen från 1561 med grammatik och ordlista) gjorde han den lärda världen först bekant med den sedan 1600-talet utdöda fornpreussiskan. Efter Adelungs död (1806) fortsatte Vater det av denne stort anlagda språkverket Mithridates öder allgemeine Sprachenkunde, där han på ett för den tiden ganska förtjänstfullt sätt bearbetat Afrikas och Amerikas språk. Ett för språkforskare välbekant arbete är bibliografin Literatur der Grammatiken, Lexika und Wörtersammlungen aller Sprachen der Erde (1815; ny upplaga, utgiven av Jülg, 1847). Vaters mest betydande teologiska arbete är en kommentar till Pentateuken (3 band, 1802–1805), där han försvarade Alexander Geddes fragmenthypotes. Han fortsatte även Heinrich Philipp Konrad Henkes kyrkohistoria (Kirchengeschichte des achtzehnten Jahrhunderts, 1802–1818)